# 가족사회학
가족사회학(家族社會學, Sociological studies of the family)은 연구자와 학자들이 다양한 사회학적 관점에서 가족 구조를 사회 제도 및 사회화의 단위로 평가하는 사회학 과목의 하위 분야이다. 그것은 대개 패턴화된 사회 관계와 집단 역학의 예시이기 때문에 보통 3차 교육과정의 일반 교육에 포함된다.
가족사회학은 다음을 연구한다:
- 가족 구성원의 인구통계학적 특징: 가족의 규모, 나이, 인종, 구성원의 성
- 가족의 사회 계급, 가족의 경제 수준과 이동, 구성원의 직업, 가족 구성원의 교육 수준
- 가족 단위에 대한 생활 범위의 중요도
- 다른 사회 조직과의 가족 간 상호작용
- 이데올로기, 성차, 국가 정책(결혼 관련 등)과 관련하여 동시대 사회 속 가족 형태의 다양성
- 가족 안의 가족 구성원 간의 상호작용. 어떻게 다른 구성원에게 의존하고 있는지. 어떻게 가족의 누군가의 일에 함께 의존하고 있는지.

문제에 대한 예는 다음을 살펴본다:
- 가족 구성원의 역할 변화.
- 소규모 가정의 증가.
- 결혼 평균 연령의 증가.
- 평균 출생자 수의 저하.
- 베이비 붐에서 출생률 급락으로 이어지는 사회적 패턴.
- 인구의 노령화. 예상 수명의 증가 추세.
- 이혼율 증가 및 결혼을 하지 않는 인구의 증가.[2]
- 부모의 선택이 자식에게 미치는 영향
- 동성 커플과 결혼
- 동성 커플의 자식

## 방법론
양적연구
가족에 대한 역사적, 현대적 데이터를 수집하기 위한 가장 잘 알려진 출처 중 하나는 국가 인구 조사이다. 미국에서는 10년마다 모든 가정에서 인구 조사가 실시된다. 미국 커뮤니티 서베이라고 불리는 중간 중간에 실시된 소규모 설문조사가 있다. 두 곳 모두 미국 인구 조사국과 각 주에 있는 관련 자회사가 소유하고 있다. 인구조사국은 미국, 주, 지역사회에 대한 미국의 가족에 대한 자료를 수집한다. 그들의 데이터는 가구와 가족 구성 경향에 대한 통계를 제공하며, 미국에 살고 있는 어린이, 청소년, 부부의 수를 보여준다. 그들의 가족과 생활 준비에 대한 물결은 육아, 자녀, 양육비, 가정과 가정, 출산, 조부모와 손자, 결혼과 이혼, 동성 커플 등으로 구성된다.
질적연구
또 다른 방법은 가족들의 민족학 또는 참여적 관찰 연구로, 부부나 다른 가족 구조에 대한 더 친밀한 분석을 위해 표본 크기를 줄이는 것이 보통이다. 일반적으로, 연구에 대한 질적인 접근은 집단의 역학관계와 가족관계를 조사하는 훌륭한 방법이다. 특히, 가족 주제에 대한 질적 연구는 살펴볼 때 특히 유용하다. 1) 가족 상호 작용과 관계에 대한 더 깊은 의미 2) 관계적 과정에 대한 내부적 견해에 대해 더 많이 배우고 상호 작용을 관찰한다 3) 더 큰 맥락에서 가족을 바라보며 4) 소외된 가족 구성원에 대한 목소리를 제공한다.가족 구성원(예: 학대 사례) 종종 질적 데이터는 특히 구조적으로 다양한 가정에 풍부하고 의미 있는 충분한 데이터를 제공할 수 있다.

## 인종간 친밀감에 대한 사회학
서구 사회와 세계적으로 다양한 인종 간의 건설은 인종간 친밀감에 대한 뚜렷한 관점을 이끌어냈다. 비록 시민권 시대 이후 미국과 서유럽에서 인종간 관계와 결혼이 훨씬 더 대중화되고 사회적으로 받아들여질 수 있게 되었음에도 불구하고, 이러한 조합들은 인구의 상당한 부분에 의해 전체 수용도 되지 않는 상태로 계속 보여지고 있다. 보다 역사적으로, 스테파니 쿤츠의 아메리칸 패밀리들은 이 커플들이 러빙 대 버지니아 사건 이전에 겪었던 어려움들을 다루는데, 그 당시 인종간 결혼 금지가 위헌으로 선언되었다. 이러한 금지는 원드롭 규칙을 시행하고 신분과 특권을 강화하는 역할을 했다. 국제적으로, 극우파는 인종간 커플과 가족의 정상화에 반대하는 일을 함으로써 인종간의 순수성에 대한 아이디어를 계속 장려하고 있다.

## 전근대 가정생활과 종교담론
역사적으로, 종교적인 담론은 가족 구성원을 구성하고 가족 내에서 특정한 형태의 행동을 형성하는 데 중요한 역할을 해왔고, 종교는 여성의 성에 대한 담론에서 특히 중요했다. 이러한 점에서 종교의 역할의 한 예는 중세 유럽에서 '마녀의 열풍'이었다. 터너에 따르면, 이것은 여성의 행동을 조절하는 장치였고, 마녀로서 여성을 공격하는 것은 주로 '성적인 것에 대한 비판'이었다. '여자들은 마법과 밀접하게 연관되어 있었다. 왜냐하면 그들은 악마의 성적 진보에 특히 민감하다고 주장되었기 때문이다.'여성들은 비이성적이고 감정적이며 자제력이 부족한 것으로 보였다. 그들은 특히 악마 같은 유혹에 취약했다.' 터너는 종교 담론을 통해 여성의 성을 규제하려는 시도는 서유럽의 경우 사유재산 관리와 그 지속성 보장에 대한 우려의 맥락에서 이해되어야 한다고 주장한다. 그러므로, 토지 소유 귀족들에게 결혼의 포인트는 그 집안의 재산에 대한 남성 상속자를 낳는 것이었다. 아동 사망률이 일반적이었기 때문에, 여성들은 살아 있는 남성 상속자를 보장하기 위해 결혼하는 동안 어느 정도 지속적으로 임신을 해야 했다. 더군다나, 상속에 대한 분쟁이 피할 수 있다면, 이 상속인은 합법적이어야만 했다. 이러한 합법성은 가장들이 처녀와 결혼하고 결혼 기간 동안 아내의 정절을 보장해야만 보장될 수 있었다. 마찬가지로, 딸들이 다른 재산 보유 가정과의 결혼 자격을 갖추려면 성적으로 순수해야 했다. 그러한 결혼은 오로지 아이를 낳아야 하는 필요성에 의해서만 이루어졌으며, 현대 결혼의 에로티즘과 성적 양립의 요소는 전혀 없었다.
전근대 유럽에서는 이러한 관심이 결혼의 성격에 반영되었다. 이는 여성의 불임이나 불임으로 인해 아동 생산이 훼손될 경우 쉽게 해소할 수 있는 사적인 주선 계약이었다. 교회가 결혼 준비에 개입하면서 결혼에 대한 다른 정의들이 생겨났다. 평생 결혼이 요구되었지만, 성별, 특히 여성의 성별을 규제할 우려가 있었다.

## 결혼사회학
주데오-기독교 신앙 체계 결혼은 아담과 이브의 평생 동안 남자와 여자 사이의 약속을 본떠 만든 것이다. 그 부부는 핵가족을 구성하는 아이를 낳는다. 일부 사회학자들은 현재 이 이상적인 배열이 미국 사회에서 가족의 진정한 구조를 얼마나 가지고 있고 반영하고 있는지에 대해 논쟁하고 있다. 1995년 그녀의 기사 The American Family and the Prestority Trap에서, 사회학자 Stephanie Coontz는 미국 가정이 항상 경제적 필요에 의해 가장 먼저 그리고 가장 먼저 정의되었다고 처음으로 언급하였다. 예를 들어, 식민지 시대에 가정은 종종 경제적으로 자신을 부양하기 위해 노예나 하인에게 의존했다. 현대의 "빵왕-홈메이커 모델"에 대해 쿤츠는 역사적 근거가 거의 없다고 주장한다. 1950년대에 들어서야 올바른 가족구조로서의 행복한 핵가족의 신화가 생겨났다.
"현대 가정은 점점 더 복잡해지고 있으며, 결혼하지 않은 동거, 이혼, 한부모 가정, 동성간의 동반자 관계, 그리고 복잡한 가족 관계를 받아들이면서 크게 변화하고 있다. 조부모님들 또한 그들의 일을 하고 있다."
인용문을 인용하자면, 가족 구조가 급격히 변화하고 있고 매우 다양한 가족 구조가 존재한다.
그러나 Coontz는 20세기 동안 개인들이 사회적 또는 경제적 편의보다는 사랑과 애정의 이상을 위해 조합을 찾기 시작하면서 미국에서 결혼이 점점 불안정해졌다고 주장한다.이러한 전환은 "제2의 교대"라고 불리는 가정과 육아의 유지보수가 이제 부부 동반자 간의 논쟁의 주제가 되는 등 생계를 책임지는 가정-가정주부 모델 내의 분업을 흐리게 만들었다. 사회학자인 Alie Russell Hochchild는 The Second Shift에서 결혼의 목적과 결혼에 대한 경제적인 토대들에 대한 인식의 변화에도 불구하고, 여성들은 미국 가족의 손해를 위해 많은 보살핌 작업을 계속하고 있다고 주장한다. 호치차일드는 부부평등과 배우자 만족을 줄임으로써 제2교대의 불평등한 분열이 가족의 복지를 저해하는 방법을 잘 보여준다.
오늘날 우리는 가정주부와 생계를 책임지는 결혼의 변형된 모습을 보고 있다. 이 결혼식은 여성이 가장 역할을 채택하지만 여전히 가정을 돌볼 것으로 예상된다. 이는 여성이 원한다면 일할 것으로 기대되지만 가정에서의 실제 가정생활에 지장을 주지 않는다면 일할 수 있다고 믿는 신전통주의자로 여겨진다.결과적으로, 이것은 여성들로 하여금 가정주부가 되기 위한 일차적인 의무에 따라 구조화된 불리한 직업 기회를 갖도록 강요하고 성별 노동 시장의 불평등을 다시 강조한다.
가족과 결혼은 점점 더 성별이 중요한 분야가 되었다. 그러나 결혼에서 성별의 차이는 단지 "개인적인 투쟁"으로 인식되어 왔고 사회적 불평등을 차이점으로 감소시킴으로써 탈정치화되었다는 점에 유의해야 한다.
결혼 시장: 누가 누구와 결혼하느냐를 결정한다.
사람들이 결혼 상대를 어떻게 결정하는지 설명하는 많은 이론적 모델들이 있다. 중요한 성별 중심 접근 방식은 교육 수준과 성별을 결합한 교차 접근 방식이다. 남성과 여성은 많은 경쟁 요인의 영향을 받는 "결혼 시장"에서 활동한다. 가장 결정적인 요인 중 하나는 교육 수준이다. 연구는 남성과 여성이 자신과 비슷한 수준의 교육을 받은 파트너와 결혼하는 경향이 있다는 것을 보여주었다. 브루제·스바러·와이스의 연구에서 저학력은 고교 교육 이하로, 중학력은 직업 교육으로, 고학력은 대학 교육(2015년)으로 정의된다.결혼은 두 사람의 기대치에 따라 달라지며, 이러한 기대치에 기초하여 "형성 및 종료"된다. 결과적으로, 개인들은 "교육에 근거하여 결혼 시장을 드나들며" 선택된다.가장 뚜렷한 결혼 경향은 교육 수준이 낮은 남성들이 결혼 시장에서 천천히 선택되고, 대신 독신으로 남는다는 것이다. 이런 과정을 거치게 된 원동력은 배우자나 남편만 학력이 낮은 결혼이 배우자나 남편이 모두 학력이 낮은 결혼보다 상당히 높은 비율로 이혼으로 끝난다는 점이다. 중등교육수준의 젊은 여성들은 결혼률이 가장 높은 경향이 있다. 고학력 남성은 고학력 여성과 결혼하는 경향이 있다. 게다가, 높은 수준의 교육을 받은 남성과 여성은 다른 개인들이 일반적으로 결혼하는 나이보다 결혼을 늦춘다. 이와 같은 경향은 나이가 들수록 더 강해지는데, 비슷한 수준의 높은 교육을 받은 여성과 결혼한 결혼자의 비율은 남성이 46세일 때 64%에 이른다.

성별과 결혼과 관련하여 고려해야 할 또 다른 중요한 교차 요소는 결혼 시장이다. 결혼 시장은 경제성이 누구와 결혼하고, 누구의 유대가 견디고, 이것이 미래의 노동자와 부모 세대에게 어떤 영향을 미치는가를 의미한다. 결혼과 관련된 결혼 시장을 분석하는 것은 몇 가지 이점이 있다. 첫째, 결혼 시장 상황은 그들이 영향을 미치는 외부로부터의 결혼에 영향을 미치는 힘이며, 이것은 결혼 결정의 일반적인 경향에 영향을 미친다는 것을 의미한다.다시 말해서, 개인의 상황은 사람들이 그들의 개인적인 상황에 특정될지도 모르는 결혼에 대한 결정을 내리도록 한다; 결혼 시장은 모든 사람들의 결혼에 대한 결정에 거시적인 수준에서 영향을 준다. 이것은 안정된 수입과 건전한 결혼을 위한 일자리 창출을 의미한다. 또한, 고용 안정성은 생산성 향상을 통해 고용주와 가족 모두에게 이득이 된다. 그러나 결속력은 더 높지만요. 둘째로, 결혼 시장 상황은 많은 경제적 영향을 받을 수 있다.경험적 결과는 경제적 안정성이 결혼에 중요한 요건임을 나타낸다. 취약한 결혼시장(실업률이 높은 경우)에서 결혼을 원하는 부부는 실업이나 재정난으로 인해 결혼을 미룰 수 있다. 더군다나, 이미 결혼한 부부들조차도 그들 자신이나 그들의 파트너의 미래 경제 상태에 대해 의구심을 가질 수 있고, 이것은 결혼 불안정을 야기시킬 수 있다. 반대로, (실업이 낮을 때) 노동시장이 강하면 어느 한쪽 파트너의 고용 상황과 재정 상황이 개선되어 결혼을 촉진하고 경제적 안정을 증가시킬 수 있다.따라서, 결혼 시장이 강하고 실업률이 낮을 때, 결혼은 결혼 시장과 약자와 실업률이 높을 때보다 개인에게 더 매력적으로 인식될 수 있다.

## 같이 보기
- 아동 학대
- 가정폭력
- 확대가족
- 가족법
- 하이퍼가미
- 남성주의
- 남성운동
- 남성의 권리 운동
- 남성학
- 핵가족
- 여성주의 운동
- 여성학